# Oberer Eschenbacher Teich
Der Obere Eschenbacher Teich ist ein Kunstteich östlich des Clausthal-Zellerfelder Ortsteils Clausthal im Oberharz.
Er gehört zu den Oberharzer Teichen und war ein Stauteich, der zur Wasserversorgung und als Wasserspeicher für die Erzbergwerke der Umgebung diente. Er wurde von Oberharzer Bergleuten bereits in der Mitte des 16. Jahrhunderts angelegt, später erfolgte eine Erweiterung des Dammes auf seine heutigen Maße. Sein Stauvolumen beträgt max. 62.000 m³ und sein Staudamm ist rund 10,5 Meter hoch. Er war auch bekannt als Neuer Eschenbacher Teich.
Oberhalb des Oberen Eschenbacher Teiches befinden sich noch Dammreste eines früheren Stauteiches, der heute Kleiner Prinzen-Teich genannt wird. Unterhalb befindet sich der Untere Eschenbacher Teich. Alle Bauwerke sind Bestandteil des Oberharzer Wasserregals und gehören damit zum Weltkulturerbe Erzbergwerk Rammelsberg, Altstadt von Goslar und Oberharzer Wasserwirtschaft.